# رایان جیمز (بازیگر)
رایان جیمز (به انگلیسی: Ryan James) (زاده ۲۹ دسامبر ۱۹۷۵) فیلم‌نامه‌نویس، بازیگر آمریکایی است.
از فیلم‌های معروف او می‌توان به نویسندگی در فیلم پرش! اشاره کرد.